# Темна Вежа (серія)
Темна вежа (англ. The Dark Tower) — серія (цикл) з восьми романів, написаних американським письменником Стівеном Кінгом між 1970 і 2012 роками. Серія поєднує багато жанрів, включаючи фентезі, наукову фантастику, жахи, і елементи вестерну. Романи описують пригоди групи стрільців дорогою до темної вежі — містичного місця, яке утримує всесвіт від руйнування і хаосу. Стівен Кінг описує серію як свій магнум опус. Окрім цих восьми книг персонажі з Темної вежі зустрічаються у інших творах автора. Після завершення серії, на світ почали з'являтися комікси передісторії.
Натхненням для Темної вежі послугувала поема Роберта Браунінга «Чайлд-Роланд до Темної Вежі прийшов» і Т.С. Еліота «Безплідні землі». В новому пролозі першої книги «Темна Вежа I: Шукач» («Стрілець»), перевиданої 2003 року, Кінг також згадує фільм «Гарний, поганий і злий» і роман «Володар перснів» як натхненників серії. Актор Клінт Іствуд став прообразом центрального персонажу серії — Роланда Дескейна. Роланд — останній член давнього лицарського ордену стрільців. Він живе у світі відмінному від нашого, який проте має ряд схожостей.
На основі роману 7 грудня 2009 року побачила світ онлайн-гра Discordia (Дискордія).. У вересні 2010 року було заявлено про запланований вихід телевізійного фільму трилогії та двох сезонів серіалу, дія яких буде відбуватися між згаданими фільмами.
Українською мовою серія вийшла друком у видавництві Книжковий клуб «Клуб сімейного дозвілля», в рамках проекту «Світові бестселери — українською».

## Короткий огляд

### Загальний сюжет
По сюжету, Роланд — останній живий член королівського ордену Стрільців і останній з роду Артура Ельда (англ. Arthur Eld), який є аналогом короля Артура в його світі. Цей світ, попри ряд відмінностей, має доволі разючу схожість з нашим. Панівний навколишній політичний лад суспільства — феодалізм, який за технологічним і соціальним характером нагадує американський Дикий Захід, проте з домішками магії. Хоча магія практично відійшла з Серединного Світу, збереглися лише деякі залишки розвинутого, але давно зниклого суспільства. Завданням Роланда є пошук Темної Вежі, міфічного місця, що зв'язує всі світи. В Роландовому світі говорять, що «світ зрушив з місця», і справді здається, що світ перевернувся, пішла якась тріщина: могутні нації розпалися у війнах, занепали міста і релігії, і навіть час змінив манеру свого плину. Сонце, хоч і сідає на сході, але, інколи, сходить на півночі. Спочатку невідомі ні мотиви Роланда, ні ціль, ані вік, але по ходу сюжету поступово це все прояснюється.

### Персонажі
Основними героями романів Темної Вежі виступає група (ка-тет) зібрана Роландом по дорозі до Темної Вежі, до якого входять:
- Роланд Дескейн — останній з ордену стрільців.
- Джейк Чемберз — хлопчик з Нью-Йорка, видобутий Роландом з 1977 року.
- Едді Дін — колишній наркоман з Нью-Йорка, видобутий з 1987 року.
- Сюзанна Дін (колишнє ім'я Одетта Сюзанна Голмс) — чорношкіра жінка, що втратила ноги під поїздом метро. Страждала роздвоєнням особистості. Темний двійник — Детта Сюзанна Волкер. Видобута з 1964 року.
- Юк — пухнастик-шалапут: тварина, що супроводжує Джейка, скидається на суміш борсука, кота й собаки.

### Мова
Персонажі Кінга розмовляють так званою Високою Мовою. Так, в творі герої говорять «Дякую Сей» (англ. «Thankee, Sai»), що означає «Дякую, Сер/Мем». Крім того Кінг використовується термін «Ка», що приблизно еквівалентний словам доля, фатум і пов'язані з ним «Ка-тет» — група людей зв'язаних спільною долею та «Ка-мей» — член ка-тету. Цей термін походить з Єгипетською міфології і з'являвся в кількох новелах і фільмах починаючи з 1976 року. Також слово вживалось в короткій історії Серця в Атлантиді, коли Тед описує почуття до Боббі.

### Книги серії
1. 1982 «Шукач: Темна вежа — I» (англ. The Dark Tower: The Gunslinger).
2. 1987 «Крізь час: Темна вежа — II» (англ. The Dark Tower II: The Drawing of the Three)
3. 1991 «Загублена земля: Темна вежа — III» (англ. The Dark Tower III: The Waste Lands)
4. 1997 «Чаклун та сфера: Темна вежа IV» (англ. The Dark Tower IV: Wizard and Glass)
5. 2003 «Вовки Кальї: Темна вежа V»(англ. The Dark Tower V: Wolves of the Calla)
6. 2004 «Пісня Сюзанни: Темна вежа VI» (англ. The Dark Tower VI: Song of Susannah)
7. 2004 «Темна вежа: Темна вежа VII» (англ. The Dark Tower VII: The Dark Tower)
8. 2012 «Темна Вежа: Вітер крізь замкову щілину» (англ. The Dark Tower: The Wind Through the Keyhole)

## Зв'язок з іншими творами С. Кінга
Темна Вежа виступає деяким стрижнем, що пов'язує твори Кінга. Певні персонажі з'являються або згадуються в інших книгах. В самій Темній Вежі, також, з'являються персонажі з інших творів Стівена Кінга, більш того, сам Кінг та згадки про його твори з'являються у деяких епізодах.
- 1975 «Доля Салему» — головний герой даної книги, отець Калаген в 5-й книзі серії зустрічається з ка-тетом Роланда, і стає одним з його членів.
- 1978 «Протистояння» — головний антагоніст цього роману Рендел Флег, посібник Багряного Короля, супротивник Роланда.
- 1984 «Талісман» — в книзі розповідається про світ під назвою Долина, що зв'язаний із світом, по якому подорожує Роланд.
- 1986 «Воно» — в розв'язці відіграє суттєву роль містичний Охоронець Променя — Черепаха (очевидно, Матурин). Одного з головних героїв звати Заїкуватий Білл, як і робота з останньої книги серії.
- 1987 «Очі дракона» — головним антагоністом даного роману також є Рендол Флег. Непрямо в романі згадується і сам Роланд.
- 1991 «Нагальні речі» — в книзі згадується Білість, що протистоїть силам зла і в основній серії.
- 1994 «Безсоння» — Багряний Король грає в даній книзі важливу роль. Застосовується слово ка-тет. Також розповідається історія хлопчика-художника Патріка Денвіла, що рятує Роланда в останній книзі серії. Під кінець книги Патрік малює Темну Вежу оточену трояндами.
- 1995 «Роза Марена» — один з другорядних персонажів — жінка з міста Лад, по якому проходив Роланд з друзями в третій книзі серії.
- 1996 «Відчай» — деякі терміни, такі як кан тах, застосовуються в останній книзі «Темної Вежі».
- 1999 «Серця в Атлантиді».
- 2001 «Чорний дім» — згадуються Промені, Руйнівники і ка-тет Роланда.
- 2002 «Все можливо» — збірка, в яку входить повість «Все можливо» (1997), головний герой якої, Дінки Ерншоу, є другорядним персонажем останньої книги серії, а також повість «Смиренні сестри Елурії» (1998), розказують про Роланда на початку свого шляху.
- 2006 «Зона покриття» — згадується паротяг Чарлі Чух-Чух.
- «Сяйво» – в романі згадуються екстрасенсорні і телепатичні здібності, транстемпоральне позасвідомо проникнення в події та їх переживання в іншому часопросторі.

## Продовження серії
У березні 2009 року Стівен Кінг розповів в інтерв'ю газеті USA Today, що збирається продовжувати цикл. Він сказав, що у нього з'явилася нова ідея: 
|  | «і я подумав, а чом би не знайти ще три таких же, і створити книгу, яка була б схожа на сучасні містичні історії. Потім ця ідея почала розростатися, і тепер, схоже, це буде роман з циклу про Темну Вежу…, який ще не зовсім завершений. Ті сім книг - насправді вони лише секції одного довгого uber-роману» |

Кінг підтвердив цю інформацію 10 листопада 2009 в розмові на сцені The TimesCenter в Нью-Йорку, приуроченому до випуску нового роману Кінга «Під куполом». Наступного дня офіційним сайтом автора анонсовано, що приблизно через вісім місяців Кінг приступить до написання цього роману, під робочою назвою «Вітер у замкову шпарину». Згідно з Кінгом, головних персонажів циклу в цьому романі не буде, і дія відбуватиметься між четвертою і п'ятою книгою Темної Вежі.

## Темна Вежа в масовій культурі

### Додаткова література
Серія Кінга спровокувала появу додаткової не художньої літератури. Так його асистентка Робін Фарз (англ. Robin Furth) видала двотомний алфавітний вказівник — Темна Вежа Стівена Кінга: детальний конкорданс (англ. Stephen King's The Dark Tower: A Complete Concordance), який початково створювався для особистого використання автором. Бев Вінсент (англ. Bev Vincent) опублікував Дорога до Темної Вежі: Дослідження магнум опусу Стівена Кінга (англ. The Road to The Dark Tower: Exploring Stephen King's Magnum Opus), книга містить передісторію, короткий виклад і аналіз. Стівен Кінг схвалив обидві книги.

### Серії коміксів

Випуск 1, серія «Довга дорога додому»

Серія коміксів по мотивам перших томів Темної Вежі вийшли у видавництві Marvel Comics.
- Темна Вежа: Народження стрільця (англ. The Dark Tower: The Gunslinger Born) сюжет — Робін Фарз (Robin Furth), текст — Пітер Дейвід (Peter David), ілюстрації — Джей Лі (Jae Lee) і Річард Ісанов (Richard Isanove). Керівництво проектом здійснює сам Кінг. Перший випуск здійснений 7 лютого 2007 року. Через місяць вийшла книга в оправі, що містила 7 випусків.
- Довга дорога додому (англ. The Long Road Home) — наступна серія коміксів. Перший випуск опублікований 5 березня 2008 року. 15 жовтня 2008 року вийшов том в оправі з 5-ма випусками.
- Темна Вежа: Зрада (англ. The Dark Tower: Treachery) — третя серія коміксів. Перший випуск з шести — 10 вересня 2008 року.
- Наступним 8 квітня 2009 року вийшов окремий випуск — Темна Вежа: Чаклун (англ. The Dark Tower: Sorcerer). Описувалась історія мага лиходія Мартена.
- У 2009 році вийшла нова серія коміксів Темна Вежа: Падіння Ґілеаду (англ. The Dark Tower: Fall of Gilead) в 6-ти випусках. Том в оправі, що містив всі випуски вийшов 2 лютого 2010 року.
- П'ята серія коміксів називається «Темна Вежа: Битва при Єрихонських пагорбах» (англ. The Dark Tower: Battle of Jericho Hill). Перший випуск з п'яти опублікований 3 грудня 2009 року. В оправі усі випуски вийшли 17 серпня 2010 року.

Також видавництво Marvel Comics випустило кілька доповнювальних книжок, які детально описують героїв і місцевості, що зустрічаються в романах. Темна Вежа: Путівник стрільців (англ. The Dark Tower: Gunslingers' Guidebook) було випущено в 2007, Темна Вежа: Альманах Кінця Світу (англ. The Dark Tower: End-World Almanac) — в 2008, Темна Вежа: Путівник до Ґілеаду (англ. The Dark Tower: Guide to Gilead) — в 2009. Всі три книги написані Ентоні Фламіні (Anthony Flamini), консультантом виступала Робін Фарз.

### Онлайн-гра «Дискордія»
7 грудня 2009 року побачив світ реліз онлайн-гри «Дискордія». Гра вільно доступна на сайті Стівена Кінга. Дискордія — це продовження оригінальної історії Темної Вежі, де триває війна між корпораціями Тет і Сомбра в Нью-Йорку. За розробкою гри наглядали Стівен Кінг з Робін Фарз. У вступі до гри написано: 
|  | «В Дискордії зануримось в конфлікт між двома корпораціями, ми зустрінемо нових героїв, безліч механічних і магічних речей, що розроблялись в Стародавньому Серединному світі. Не беручи до уваги безлічі пригод, ми відвідаємо багато місць, що зустрічалися в Темній Вежі і інші, які лише побіжно згадувалися в романах. Щоправда можливо і не зустрінемо Роланда і його Ка-тет в цій пригоді, проте розробники гри пам’ятали обличчя своїх батьків… »[джерело?] |

### Екранізація

Зображення Роланда з Ґілеаду на початку фільму «Імла»

На початку 2007 року компанія IGN Movies заявила про початок роботи над екранізацією Темної Вежі, щоправда не уточнювалося чи це буде художній фільм чи серіал. Як стверджують в ряді джерел, Джефрі Абрамс, який був спів-творцем серіалу «Загублені», стане продюсером і режисером даного фільму. Дж. Абрамс і Деймон Лінделоф придбали в Кінга права на екранізацію за символічну ціну — дев'ятнадцять доларів. Ціна обумовлена містичним числом, яке зустрічається впродовж всієї серії Темної Вежі.
На відеоресурсі Youtube.com розміщено велику кількість трейлерів, що імітують фільм про Темну Вежу. Видавництво «Simon & Schuster's» оголосило конкурс «Американський стрілець». Гран-Прі отримав ролик «Зустріч Роланда і Брауна». Ролик знятий Робертом Дейвідом Кокрейном (англ. Robert David Cochrane).
У знятому 2007 році фільмі «Імла» показано як головний герой, художник Девід Драйтон, малює постер до фільму з Роландом, що стоїть в центрі, перед дверима із залізного дерева з трояндою і Темною Баштою по обох її боках.
В травні 2009 пройшли чутки, що Крістіан Бейл розглядався як кандидат на головну роль циклу — Роланда.
У лютому 2009 року Абрамс заявив, що він і Ліндлоф приступили до написання чорнового варіанту сценарію. Проте в листопаді 2009 він оголосив: «Навряд чи знайдеться більший фанат „Темної Вежі“, ніж я, і це хороша причина, щоб цей матеріал адаптував не я. Після шести років роботи над серіалом „Загублені“, останнє, чим би я хотів зайнятись — це витратити ще сім років на адаптацію найулюбленішого мною циклу книг. Я величезний фанат Стівена Кінга, так що я жахливо боюся це зіпсувати. Я б усе віддав, щоб хтось інший написав сценарій. Я думаю, що ці фільми будуть зняті, тому що це буде просто щось неймовірне. Але не мною.».
В квітні 2010, заявлялось, що книга буде адаптована в трилогію, що буде написана Аківою Ґолдсменом під керівництвом і режисурою Рона Говарда.
8 вересня 2010 офіційно підтверджено, що серіал вийде заразом на великий і малий екран у вигляді трилогії, а також між основними серіями вийде два проміжні телевізійні сезони серіалу.
13 березні 2012 року оголошено, що студія Warner Bros. Pictures зацікавлена зняти фільм. Почати знімати фільм планувалося в першому кварталі 2013. Проте згодом студія відмовилась від даного задуму..
10 квітня 2015 оголошено, що за фільм з подальшим за ним серіалом, візьмуться Sony Pictures та Media Rights Capital. 2 травня 2017 року випущено перший офіційний трейлер. Прем'єра стрічки в США відбулася 31 липня 2017 року в Музеї сучасного мистецтва (Нью-Йорк), а в широкий прокат вона вийшла 4 серпня 2017 року.

## Аудіокниги мовою оригіналу та іншими мовами
Аудіокниги серії Стівена Кінга «Темна Вежа» надзвичайно популярні серед його шанувальників і навіть сам письменник брав участь в озвучуванні своїх романів. Аудіокниги серії «Темна Вежа» в оригіналі англійською видало видавництво Hodder & Stoughton 1997—2012 році. Аудіокнига одноголоса, без музики та звукових ефектів, диктори — Джордж Ґайдал та Френк Мюллєр. На німецькій мові серію аудіокниг Der Dunkle Turm видало видавництво Random House Audio у 2006—2007 та 2012 роках, диктор — Давід Натан. Французькою мовою серію аудіокниг розпочало видавати видавництво Gallimard з 2017 року (зараз видано перші два томи), диктор — Жак Франц. Російською мовою видано серія аудіоспектаклів від Vargtroms Studio під керівництвом Романа Волкова з 2011 по 2021 роки, серед виконавців є Роман Волков, Ірина Волкова, Руслана Волкова, Олег Булдаков, Микита Петров та інші. В українському дубляжі, озвучено перших два тома Максом Шлапаком

## Переклади українською
- Стівен Кінг. Темна Вежа I: Шукач. Переклад з англійської: Олена Любенко. Харків: Книжковий Клуб «Клуб Сімейного Дозвілля», 2007. 240 c. ISBN 978-966-343-547-3
  - (2-ге видання) Стівен Кінг. Темна Вежа I: Шукач. Переклад з англійської: Олена Любенко. Харків: Книжковий Клуб «Клуб Сімейного Дозвілля», 2008. 240 c. ISBN 978-966-343-547-3
  - (3-тє видання) Стівен Кінг. Темна Вежа I: Шукач. Переклад з англійської: Олена Любенко. Харків: Книжковий Клуб «Клуб Сімейного Дозвілля», 2015. 237 c. ISBN 978-966-14-4627-3
- Стівен Кінг. Темна вежа II: Крізь час. Переклад з англійської: Олена Любенко. Харків: Книжковий Клуб «Клуб Сімейного Дозвілля», 2007. 464 с. ISBN 978-966-343-691-3
  - (2-ге видання) Стівен Кінг. Темна вежа II: Крізь час. Переклад з англійської: Олена Любенко. Харків: Книжковий Клуб «Клуб Сімейного Дозвілля», 2008. 464 с. ISBN 978-966-343-691-3
  - (3-тє видання)Стівен Кінг. Темна вежа II: Крізь час. Переклад з англійської: Олена Любенко. Харків: Книжковий Клуб «Клуб Сімейного Дозвілля», 2013. 459 с. ISBN 978-966-14-5070-6
- Стівен Кінг. Темна вежа III: Загублена земля. Переклад з англійської: Олена Любенко. Харків: Книжковий Клуб «Клуб Сімейного Дозвілля», 2007. 576 с. ISBN 978-966-343-953-2
  - (2-ге видання) Стівен Кінг. Темна вежа III: Загублена земля. Переклад з англійської: Олена Любенко. Харків: Книжковий Клуб «Клуб Сімейного Дозвілля», 2013. 571 с. ISBN 978-966-14-5284-7
  - (3-тє видання) Стівен Кінг. Темна вежа III: Загублена земля. Переклад з англійської: Олена Любенко. Харків: Книжковий Клуб «Клуб Сімейного Дозвілля», 2015. 573 с. ISBN 978-966-14-5284-7
- Стівен Кінг. Темна вежа IV: Чаклун та сфера. Переклад з англійської: Олена Любенко. Харків: Книжковий Клуб «Клуб Сімейного Дозвілля», 2009. 784 с. ISBN 978-966-14-0159-9-3
  - (2-ге видання) Стівен Кінг. Темна вежа IV: Чаклун та сфера. Переклад з англійської: Олена Любенко. Харків: Книжковий Клуб «Клуб Сімейного Дозвілля», 2009. 784 с. ISBN 978-966-14-0159-9-3
  - (3-ге видання) Стівен Кінг. Темна вежа IV: Чаклун та сфера. Переклад з англійської: Олена Любенко. Харків: Книжковий Клуб «Клуб Сімейного Дозвілля», 2015. 781 с. ISBN 978-966-14-0159-3
- Стівен Кінг. Темна вежа V: Вовки Кальї. Переклад з англійської: Олена Любенко. Харків: Книжковий Клуб «Клуб Сімейного Дозвілля», 2010. 720 с. ISBN 978-966-14-0584-3
  - (2-ге видання) Стівен Кінг. Темна вежа V: Вовки Кальї. Переклад з англійської: Олена Любенко. Харків: Книжковий Клуб «Клуб Сімейного Дозвілля», 2015. 717с. ISBN 978-966-14-0584-3
- Стівен Кінг. Темна вежа VI: Пісня Сюзанни. Переклад з англійської: Олександр Красюк. Харків: Книжковий Клуб «Клуб Сімейного Дозвілля», 2010. 464 с. ISBN 978-966-14-0791-5
  - (2-ге видання) Стівен Кінг. Темна вежа VI: Пісня Сюзанни. Переклад з англійської: Олександр Красюк. Харків: Книжковий Клуб «Клуб Сімейного Дозвілля», 2015. 461 с. ISBN 978-966-14-0791-5
- Стівен Кінг. Темна вежа VII: Темна вежа . Переклад з англійської: Олена Любенко; художник: О. Семякін. Харків: Книжковий Клуб «Клуб Сімейного Дозвілля», 2010. 779 с. ISBN 978-966-14-9650-6
  - (2-ге видання) Стівен Кінг. Темна вежа VII: Темна вежа . Переклад з англійської: Олена Любенко; художник: О. Семякін. Харків: Книжковий Клуб «Клуб Сімейного Дозвілля», 2015. 880 с. ISBN 978-966-14-9650-6
- Стівен Кінг. Темна Вежа: Вітер у замкову шпарину. Переклад з англійської: Олена Любенко; художник: О. Семякін. Харків: Книжковий Клуб «Клуб Сімейного Дозвілля», 2013. 347 с. ISBN 978-966-14-4259-6